# Associazione Sportiva e Comitato Olimpico Nazionale di Vanuatu
L'Associazione Sportiva e Comitato Olimpico Nazionale di Vanuatu (nota anche come Vanuatu Association of Sports and National Olympic Committee in inglese) è un'organizzazione sportiva vanuatuana, nata nel 1987 a Port Vila, Vanuatu.
Rappresenta questa nazione presso il Comitato Olimpico Internazionale (CIO) dal 1987 ed ha lo scopo di curare l'organizzazione ed il potenziamento dello sport in Vanuatu e, in particolare, la preparazione degli atleti vanuatuani, per consentire loro la partecipazione ai Giochi olimpici. L'associazione, inoltre, fa parte dei Comitati Olimpici Nazionali d'Oceania.
L'attuale presidente dell'organizzazione è Joe Carlo, mentre la carica di segretario generale è occupata da Seru Korikalo.